# Hextech Mayhem: A League of Legends Story
Hextech Mayhem: A League of Legends Story è un videogioco ritmico sviluppato da Choice Provisions e pubblicato da Riot Forge. Il gioco è stato pubblicato il 16 novembre 2021 per Nintendo Switch e Windows. Le versioni per iOS e Android sono state pubblicate il 1° febbraio 2022.
Il videogioco è ambientato nell'universo di League of Legends.

## Accoglienza
Secondo l'aggregatore di recensioni Metacritic il gioco ha ricevuto generazioni "miste o nella media" dalla critica, mentre Chris Carter di Destructoid gli ha dato un punteggio di otto su dieci, elogiando la colonna sonora del gioco in quanto «...uno dei migliori lavori di Choice Provisions» e apprezzando i vari omaggi alle mascotte delle piattaforme disseminati nel gioco. Nintendo World Report ha elogiato il gioco per il suo senso di fluidità criticando però i numerosi problemi tecnici presenti nella versione Switch e definendo i cali di frame rate "debilitanti" per un gioco ritmico, oltre a definire il caos del freestyle «frustrante e limitante».